# Damián Mareco
Julio Damián Mareco Galeano, noto semplicemente come Damián Mareco (Asunción, 4 settembre 1994), è un giocatore di calcio a 5 paraguaiano.

## Carriera
Con la Nazionale maschile under 20 di calcio a 5 del Paraguay Mareco ha disputato il deludente campionato sudamericano 2014, concluso dai guaraní al settimo posto. Con la nazionale maggiore ha finora partecipato a due Coppe del Mondo e altrettante Coppe America. A livello di club, Mareco ha militato nei campionati paraguaiano, lussemburghese e spagnolo.

## Palmarès
- Campionato paraguaiano: 3
Cerro Porteño: 2015, 2018, 2019